# مصرف پایدار

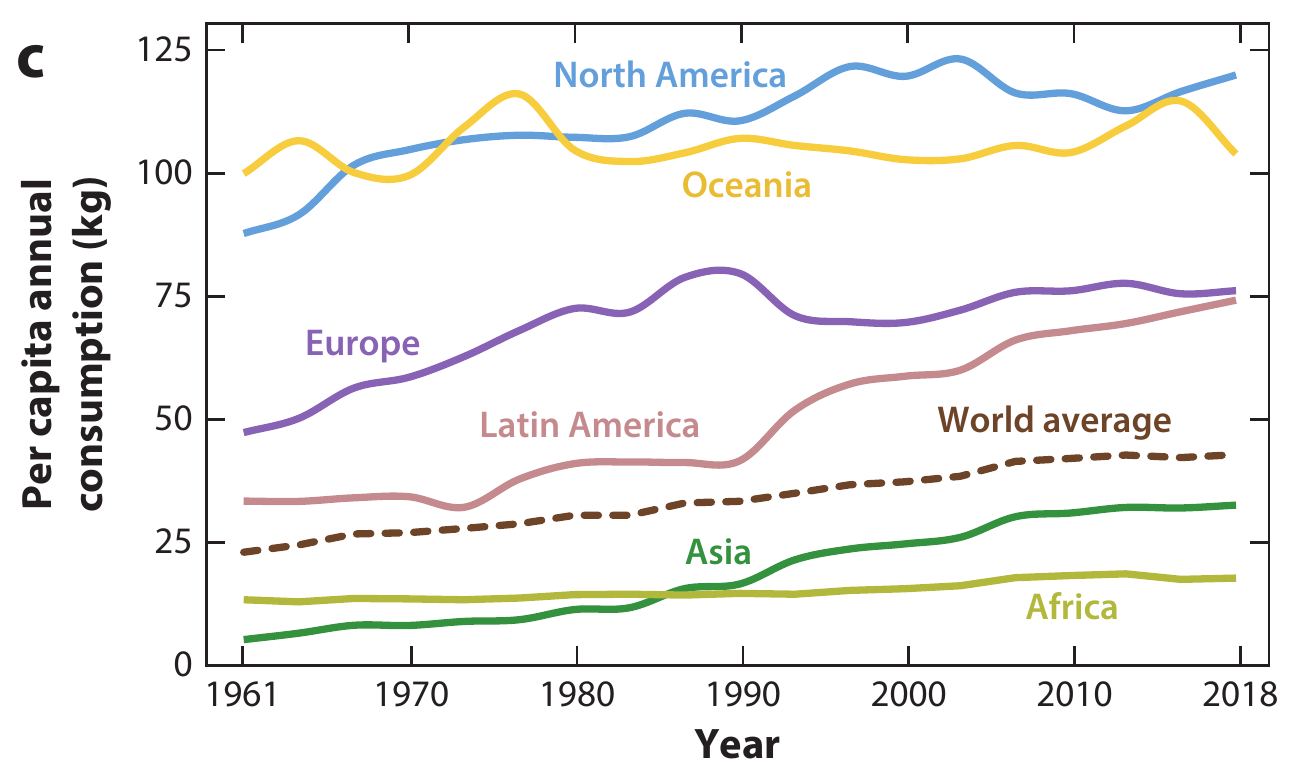
سرانه مصرف سالانه گوشت بر اساس منطقه

مصرف پایدار (به انگلیسی: Sustainable consumption) به کار بردن محصولات مادی، انرژی و خدمات غیرمادی است به گونه‌ای که استفاده از آنها تأثیر بر محیط زیست را به حداقل می‌رساند، به طوری که نیازهای انسان نه تنها در زمان حال، بلکه برای نسل‌های آینده برآورده می‌شود. مصرف نه تنها به افراد و خانوارها، بلکه به دولت‌ها، بازرگانی و سایر نهادها نیز اشاره دارد. مصرف پایدار ارتباط تنگاتنگی با تولید پایدار و سبک زندگی پایدار دارد. "یک سبک زندگی پایدار، اثرات زیست‌محیطی را به حداقل می‌رساند و در عین حال، زندگی شکوفا را برای افراد، خانواده‌ها، جوامع و فراتر از آن امکان‌پذیر می‌کند. این محصول تصمیم‌های فردی و جمعی در مورد آرزوها و در مورد برآوردن نیازها و اتخاذ شیوه‌هایی است که به نوبه خود توسط هنجارهای اجتماعی، نهادهای سیاسی، سیاست‌های عمومی، زیرساخت‌ها، بازارها و فرهنگ مشروط، تسهیل و محدود شده‌است.

بدون مداخله در فرآیندهای مربوط به تولید گوشت گاو (و سویا) از طریق سیاست‌ها ممکن است محرک اصلی جنگل‌زدایی مناطق استوایی باشد.

توسعه پایدار و همچنین مصرف پایدار متکی به شرایط خاصی مانند:
- استفاده مؤثر از منابع و به حداقل رساندن پسماندها و آلودگی
- استفاده از منابع تجدیدپذیر در حد ظرفیت آنها برای تجدید
- فولر[نیازمند شفاف‌سازی] چرخه عمر محصول
- برابری برون نسلی و درون‌نسلی

هدف ۱۲ از اهداف توسعه پایدار به دنبال «اطمینان از مصرف پایدار و الگوهای تولید» است.

حمایت از آموزش مصرف پایدار به عنوان اولویت برای پاسخ‌دهندگان به نظرسنجی آب و هوای بانک سرمایه‌گذاری اروپا.